# 中国の赤い星
『中国の赤い星』（ちゅうごくのあかいほし、英語: Red Star over China, 中国語: 红星照耀中国）は、アメリカ人記者エドガー・スノーが、1937年に、ほとんど知られていなかった中国共産党の指導者毛沢東の姿を好意的に描きベストセラーとなった。

## 紹介
毛沢東が中国共産党の拠点で、外国人記者と初めて取材会見を行い書かせた宣伝本で、日本語訳もアグネス・スメドレー『偉大なる道―朱徳の生涯とその時代』と共に多く再版された。
欧米でもパール・S・バックの長編『大地』と併せ、中国共産党への共感形成に最も影響を与えた。
中国共産党を過度に美化した内容であり、後に創作と批判されることになるが、出版当時の欧米諸国での中国に対する認識を180度変え、戦後も途中まで世界に「毛沢東に対する幻想」を抱かせた。著者スノーは中国の「老朋友」第一号として、文化大革命期の訪中時にも歓待されている。

## 概要
この時期の中国共産党は小勢力で、国民党軍に追われ紅軍（後の人民解放軍）が長征（1934年から1936年にかけ国民党軍と交戦しながらの約1万2500kmの逃亡移動）を終えたばかりだった。
毛沢東は共産党の宣伝本を書いてくれる外国人記者を探していた。アメリカ人・スノーを根拠地の保安に招き、1936年7月から約3ヶ月間共に生活しながら取材を受け書かれた。。レバノン系アメリカ人医師ジョージ・ハテム（中国名は馬海徳）と共に根拠地入りしたが、ジョージ・ハテムの同行は『中国の赤い星』出版時は秘密にされていた。
松岡洋子（日中友好協会本部常任理事で、スノー来日時には通訳）は、訳書の初刊時に「この書籍は当時の中国共産党の指導者から無名の人間までの様々な言葉や行為が書かれており、これは初めて中国共産党・紅軍が世界に向けて紹介されるという書籍」と主張している。

### 後の分析検証・老朋友事例
スノー『中国の赤い星』は、中国共産党に対する過度な美化内容が占め、今日ではウソと言っていいレベルの創作を交え、中国共産党に対する現在でいう西側諸国の認識を180度変えた。スノーの他の著作も含め（著名な形では）韓国の586世代や、（著作集刊行もあり）昭和戦後期の日本も含め多くの国で、毛沢東への幻想（憧れ）を抱かせた。スノーは中国の「老朋友（古き良き友人）」第一号になり、中ソ対立時の中国の助けに応じて窮地を救ったキッシンジャーら「老朋友」形成に関わった。
逆に中国共産党指導部は「(自分たちが)腕を引き寄せる前に、先に自分たちに頭を下げる相手を見下して利用する」特徴がある。一例に韓国大統領だった文在寅は、在任時の2017年の訪中前に「習近平主席と老朋友になりたい」「中国は大きな山の峰、韓国は小さな国」との献辞まで捧げ表明したが、見返りは中国政府人員レベルの食事をさせられるという屈辱的冷遇「一人メシ」を8度も受けたことだった。共に民主党の李在明（イ・ジェミョン）党首（同じ政治的立場）が、同じような韓米同盟や韓米日協力を揺らがす親中発言をしていることに対し、朝鮮日報では李も中国政府から同じような扱いを受けるだろうと警告している。

## 日本語訳
- 『中国の赤い星』宇佐美誠次郎・杉本俊朗共訳、永美書房、1946年 - 上巻のみで占領軍（GHQ）により発禁
- 『中国の赤い星』宇佐美誠次郎訳、中国文芸愛好会、発行年未詳 - 会員配布、発行元は上記・永美書房
- 『中国の赤い星』宇佐美誠次郎訳、筑摩書房、1952年、新版1962年、筑摩叢書、1964年 -「世界ノンフィクション全集9」にも収録
- 『中国の赤い星』松岡洋子訳、筑摩書房「著作集2」、1973年、筑摩叢書、1975年／ちくま学芸文庫（上下、加々美光行解説）、1995年 - 増補版による新訳